# Nevado Pan de Azúcar
De Nevado Pan de Azúcar (Spaans voor "besneeuwde suikerbroodberg") is een besneeuwde berg gelegen in de gemeenten Chita en Güicán het Colombiaanse departement Boyacá.

## Geografie
De berg, gelegen in de Sierra Nevada del Cocuy, onderdeel van de Cordillera Oriental, is 5.150 meter hoog en omgeven door de Laguna Grande de la Sierra.

## Alpinisme
De Nevado Pan de Azúcar is een van de meest bezochte bergen in het Nationaal natuurpark El Cocuy vanwege de relatief gemakkelijke bereikbaarheid en de klimomstandigheden. Langs de gletsjer bevindt zich een gesteenteformatie (El Púlpito del Diablo) van ongeveer 80 meter hoog waar op verschillende niveaus geklommen kan worden. De beklimming van de Pan de Azúcar kent twee routes.
De beste tijd om te klimmen is van december tot februari.